# Verwaltungsgemeinschaft Dolmar-Salzbrücke
La Verwaltungsgemeinschaft Dolmar-Salzbrücke est une communauté d'administration allemande qui regroupe 15 communes du land de Thuringe, dans l'arrondissement de Schmalkalden-Meiningen, au centre de l'Allemagne. En 2015, sa population était de 9 410 habitants, et en décembre 2021 de 8659 habitants.

## Source de la traduction
- (de) Cet article est partiellement ou en totalité issu de l’article de Wikipédia en allemand intitulé « Verwaltungsgemeinschaft Dolmar-Salzbrücke » (voir la liste des auteurs).